# Anjo (canção de Kelly Key)
"Anjo" é o terceiro single da cantora de música pop brasileira Kelly Key, presente em seu álbum de estréia, o homônimo Kelly Key. Lançada oficialmente em 17 de abril de 2002, a canção foi composta pelo compositor Andinho, trazendo uma sonoridade mais voltada ao pop. Uma versão demo havia sido gravada por Andinho com a participação de MC Cacau alguns anos antes, porém com parte da letra diferente, o qual atraiu o interesse de Kelly quando ela ouviu para incluí-la no álbum

## Antecedentes
Em 5 de novembro de 2001 Kelly Key havia lançado seu segundo single, "Baba". Com o sucesso da canção, o primeiro single da carreira de Kelly Key, Escondido, que não havia surtido grande efeito anteriormente, voltou a figurar as paradas brasileiras, alcançando a sexta posição. O trabalho que viesse a seguir teria que manter e sustentar o sucesso dos singles anteriores. Chegou a ser especulado por alguns sites que a canção "Só Quero Ficar" seria o terceiro single lançado por Kelly, algo não confirmado quando o site da cantora publicou que a terceira canção a ser trabalhada seria "Anjo".

## Composição e desenvolvimento
Composta pelo compositor Andinho, a canção foi gravada alguns anos antes pela Mc Cacau do Rio de Janeiro, muito conhecida no pelo seu Funk Melody, com participação do próprio Andinho, contemplando a versão completa da letra, abordando ambas as partes do casal, explorando o tema do amor autodestrutivo entre um casal apaixonado abalado pelas brigas e ciumes, diferente da versão da Kelly Key, tendo sido editada contemplando apenas a parte feminina do casal e trazendo uma sonoridade mais voltada ao pop.

## Divulgação e Desempenho
A canção foi divulgada com exclusividade primeiramente pela rádio Jovem Pan e pela Mix FM, onde alcançou o primeiro lugar em poucas semanas de lançamento. A divulgação do single passou por programas de televisão como Planeta Xuxa, Caldeirão do Huck, Domingão do Faustão, Programa da Hebe, Domingo Legal, e Disk MTV, onde figurou o primeiro lugar por várias semanas com o videoclipe do single. Em alguns programas a cantora cantou uma versão remixada do single, levando para o palco dançarinos, trazendo um ambiente de balada para a canção.

## Recepção e Crítica
A canção recebeu críticas positivas, comparando Kelly Key à cantoras norte-americanas como Jennifer Lopez e Britney Spears, sua maior referencia. Ao site Terra Música classificou a canção como o "melhor momento" da carreira iniciante de Kelly Key, avaliando a canção como cinco das cinco estrelas de avaliação musical permitidas. Ainda o site Abril Music, referente à Editora Abril declarou que a canção era "adulta e contemporânea".

## Videoclipe
Gravado em 27 de maio de 2002 no Morumbi, bairro nobre da cidade de São Paulo, o videoclipe do single foi produzido pela Academia de Filmes e dirigido por Karina Ades, uma das maiores diretoras de videoclipes brasileira, vencedora do MTV Video Music Brasil, tendo ainda como diretor de fotografia Adriano Goldman, importante diretor conhecido por trabalhar para a MTV, além de dirigir filmes e gravações de DVD, como Memórias, Crônicas e Declarações de Amor, de Marisa Monte.

### Sinopse
O videoclipe se inicia com Kelly Key chegando em uma mansão branca no Morumbi, bairro nobre da cidade de São Paulo em um carro Ferrari prateado conversível, com as capotas abaixadas. Ao descer do carro Kelly se mostra vestida, com uma blusa bege, combinada com uma calça social-esporte branca e um sobretudo branco, usando ainda um colar dourado com sete voltas em seu pescoço combinado com brincos e um cinto largo da mesma cor, completando o visual com um óculos Dior. Kelly desce do carro e entra na casa, onde aparece já sem os óculos, onde apareça caminhando por um hall de entrada aparentemente vazio, sem móveis, passando para uma cena rápida onde a cantora está encostada em uma parede modulada de madeira branca. Na cena seguinte a cantora aparece com os cabelos presos em um rabo-de-cavalo, ficando esvoaçados para cima, acompanhado de uma tiara e um conjunto preto. A maquiagem da cantora também muda, tomando cores mais vivas nas bochechas e os olhos escuros, completando com uma lente onde os olhos da cantora ficaram brancos no centro. Em seguida Kelly aparece no segundo andar da casa, multiplicando-se para dar sequencia à seus movimentos. Em uma nova cena a cantora aparece novamente com a primeira roupa em um espaço aberto onde seu cabelo está voando, seguida por uma cena onde está deitada em um divã marrom e outra onde aparece deitada em um tapete rente a uma mesa de centro preta. Duas cenas são filmadas na escadaria da casa: em uma primeira Kelly se multiplica em duas, onde uma continua parada e outra se movimenta pela casa, vestindo a primeira roupa. Na segunda cena a cantora aparece sentada com um longo vestido preto que percorre os degraus. Ainda há cenas em que a cantora aparece com o conjunto preto em uma mesa e outra cena onde três Kelly Keys aparecem sentadas na sala se entreolhando.

## Posições
| Paradas (2001)                        | Posições |
| ------------------------------------- | -------- |
| Chile — Top 100 (Chile Singles Chart) | 4        |